# 艾奥娜·安德森
艾奥娜·安德森（英語：Iona Anderson，2005年10月3日—），澳大利亚女子游泳运动员，2024年世界游泳锦标赛女子4×100米混合泳接力金牌得主、女子50米仰泳和女子100米仰泳银牌得主、2024年夏季奥林匹克运动会女子4×100米混合泳接力银牌得主和混合4×100米混合泳接力铜牌得主。